# وزارة المرأة والمجتمع (تركيا)
وزارة الأسرة والخدمات الاجتماعيّة ( بالتركية:T.C. Aile ve Sosyal Hizmetler Bakanlığı ) هي إحدى وزارات تركيا، والمسؤولة عن شؤون الأسرة والمجتمع في تركيا، الوزيرة الحالية المكلفة بهذه الوزارة هي فاطمة بتول قايا، ممثلة عن
حزب العدالة والتنمية